# Ralph Eichler
Ralph Eichler (* 31. Dezember 1947 in Guildford, Surrey, England) ist ein Schweizer Physiker. Er war von 2007 bis Januar 2015 Präsident der ETH Zürich.

## Leben
Eichler besuchte das Gymnasium am Münsterplatz in Basel und studierte anschließend Physik an der Eidgenössischen Technischen Hochschule (ETH) in Zürich. 1976 wurde er mit der Arbeit  Messung des 3d5/2-2p3/2-Überganges in myonischem Silizium mit einem Kristallspektrometer am damaligen Schweizerischen Institut für Nuklearforschung promoviert. Nach einem Aufenthalt als Postdoctoral Fellow an der US-amerikanischen Stanford University arbeitete er ab 1979 als wissenschaftlicher Mitarbeiter am Deutschen Elektronen-Synchrotron (DESY) in Hamburg. 1982 nahm Eichler eine Stelle als wissenschaftlicher Mitarbeiter am Institut für Mittelenergiephysik der ETH Zürich an und habilitierte sich dort 1986. 
1989 wurde Eichler als außerordentlicher Professor und 1993 als ordentlicher Professor für Physik an die ETH Zürich berufen. Einen Ruf auf eine C4-Professur an der Universität Heidelberg hatte er 1988 abgelehnt. Eichler beteiligt sich seit 1992 an der internationalen Kollaboration H1 am DESY und war von 1995 bis 1997 deren wissenschaftlicher Leiter. In den Jahren 1998–2002 war Eichler Stellvertretender Direktor des Paul Scherrer Instituts (PSI), eines Forschungsinstituts für Natur- und Ingenieurwissenschaften in der Schweiz, und Leiter dessen Forschungsbereichs „Teilchen und Materie“.
Im September 2001 wählte der Schweizer Bundesrat Ralph Eichler zum Direktor des PSI als Nachfolger des auf den 1. Juli 2002 zurückgetretenen Meinrad K. Eberle. Im Mai 2007 beantragte der ETH-Rat dem Bundesrat, Eichler zum Präsidenten der ETH Zürich zu wählen, nachdem der von der Wahlvorbereitungskommission favorisierte Martin E. Schwab seine Kandidatur überraschend zurückgezogen hatte. Eichler gehört dem ETH-Rat seit Januar 2004 selbst an und war in seiner Funktion als Direktor des PSI auch eines der zwölf Mitglieder der Wahlvorbereitungskommission.
Eichler wurde am 30. Mai 2007 zum ETH-Präsidenten gewählt und trat die Nachfolge des im November 2006 zurückgetretenen Ernst Hafen an.
Nach seinem Ausscheiden an der ETH Zürich auf Ende des Jahres 2014 war in den Jahren 2015 bis 2018 Lino Guzzella Präsident der ETH Zürich.